# Le Joueur d'échecs de Maelzel
Le Joueur d'échecs de Maelzel (Maelzel's Chess Player) est un essai d'Edgar Allan Poe publié pour la première fois en avril 1836. Traduite en français par Charles Baudelaire, elle fait partie du recueil Histoires grotesques et sérieuses.